# Nominalismus (Recht)
In der Rechtsphilosophie hebt der Begriff Nominalismus vor allem die Benennung der rechtstheoretisch zu verarbeitenden Sachverhalte hervor. Ähnlich wie in der allgemeinen Philosophie wendet er sich damit gegen die Vorstellung, die zu beurteilenden Dinge, Sachverhalte oder Ideen hätten eine Art universale Realität (Universalienrealismus).

## Anwendung
Ökonomie und Wirtschaftsrecht
In Ökonomie und Wirtschaftsrecht besagt der Begriff des Nominalismus, auch Nennwertgrundsatz, Nominalprinzip, Mark-gleich-Mark-Grundsatz genannt, dass eine auf eine bestimmte Summe laufende Geldforderung durch die Leistung genau der ursprünglich vereinbarten Zahl nominaler Geldeinheiten erfüllt werden kann. Veränderungen der Kaufkraft zwischen der Entstehung der Forderung und deren Tilgung (Inflation, Geldentwertung) wird im Nominalprinzip nicht berücksichtigt. Unerheblich ist, ob die mit der Übergabe der vereinbarten Anzahl nominaler Geldeinheiten übertragene Kaufkraft dieselbe ist im Vergleich zur Kaufkraft der entsprechenden Anzahl von Geldeinheiten zum Zeitpunkt der Vereinbarung der Geldschuld. Bei kurzen Laufzeiten und kleineren Nominalbeträgen entspricht das Nominalprinzip den geschäftlichen Usanzen.
Bei großen Forderungsbeträgen und/oder langen Laufzeiten der Forderungen werden hingegen in der Regel Zinsen vereinbart. Die Geldforderung erhält dann den Charakter eines Kredites.
Währungen
Die beschriebene Definition wird heute als so genannter geldschuldrechtlicher Nominalismus bezeichnet. Unter dem technischen Nominalismus versteht man, dass Geldzeichen, die nach dem Aufdruck auf den einzelnen Geldzeichen einen gleich hohen Wert repräsentieren, auch als gleichwertig behandelt werden. Die jeweilige stoffliche Beschaffenheit ist also ohne Bedeutung. Beim zur Geldtheorie gehörenden Nominalismus beruht der Geldwert nicht auf dem Materialwert des Geldes (etwa dem Metallwert von Münzen), sondern auf staatlicher Autorisation durch Denomination des Nennwerts von Münzen und Banknoten. Der zunächst juristisch geprägte Nominalismus entwickelte sich zu einer wirtschaftstheoretisch orientierten Lehre vom Geld als einer staatlich geschützten Anweisung auf einen entsprechenden Anteil am Sozialprodukt.  

## Vertreter
Als Begründer gilt Georg Friedrich Knapp, weitere Vertreter waren Friedrich Bendixen, ludwig Elster oder Robert Liefmann. Im Jahre 1929 wurde ein Versuch einer Synthese zwischen Metallismus und Nominalismus unternommen.

## Sonstiges
Die Gegenposition zum Nominalismus ist in der Geldtheorie der Metallismus oder der sogenannte Valorismus der Währungspolitik. Diese Theorie spielte in der Zeit der Großen Inflation eine gewisse, aber rechtlich auch nicht generell anerkannte Rolle. Heute wird sie nicht mehr vertreten.